# 鉢盛峠
鉢盛峠（はちもりとうげ）は、長野県の朝日村と木祖村の村境にある峠。標高1,860m。
鉢盛山林道は木祖村側が常時交通止めになっている。朝日村側もゲートが閉まっているが、こちらは朝日村から鍵を借りることによって山域に入ることが可能。峠に至ることができる。
峠の西には鉢盛山（2,446.4m）がある。